# Uhlíkové vlákno

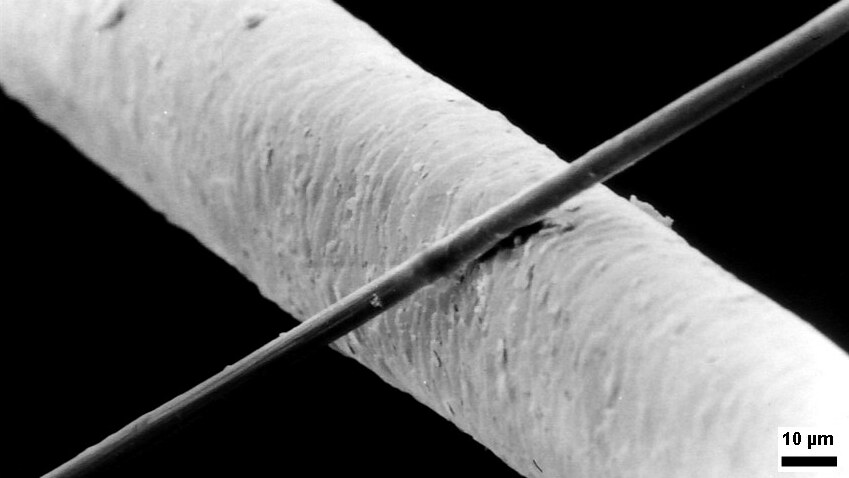
Uhlíkové vlákno o průměru 6 μm v porovnání s lidským vlasem.

Uhlíkové vlákno (též karbonové vlákno, z angl. carbon fibre) je název pro vlákno obsahující uhlík v různých modifikacích. Jedná se o dlouhý, tenký pramen materiálu o průměru 5–8 μm složeného převážně z atomů uhlíku. Atomy uhlíku jsou spojeny dohromady v mikroskopické krystaly, které jsou více méně orientovány paralelně k dlouhé ose vlákna. Krystalové uspořádání způsobuje, že vlákno je na svou tloušťku velmi pevné. 

## Historie
V roce 1879 použil Edison bambusovou dřevinu ke zhotovení prvního uhlíkového vlákna do žárovky. V roce 1992 byla evidována celosvětová proukce uhlíkových vláken s 6,5 kilotunami, v roce 1997 dosáhla 13 kilotun, v roce 2022 to bylo 150 kilotun, na kterých se podílely USA s 30 %, Japonsko s 18 a Čína se 12 %. 

## Surovina
- Průmyslově byla první uhlíková vlákna vyrobena v roce 1957 z viskózy. Tato surovina má však výtěžek jen asi 25 %. Podíl na celkové produkci se odhadoval v roce 2023 na 1-2 %,[3] ve statistikách celosvětové výroby se tato položka vůbec neuvádí.[4]
- S průmyslovou výrobou uhlíkových vláken z polyakrylonitrilu se začalo v Japonsku v roce 1971. V roce 2015 se odhadovala celosvětová výrobní kapacita (asi 13 firem) na 130 tisíc ročních tun,[1] v roce 2022 se podílela vlákna z polyakrylonitrilu na výrobě s více než 90 %.[2]
- Za počátek výroby uhlíkových vláken ze smol (izotropních nebo mezofázových) se označuje rok 1976.  Obzvlášť výrobky z mezofázových smol se vyznačují podstatně vyšším modulem pružnosti a vyšší tepelnou vodivostí. Podíl na vyráběném množství se odhaduje v roce 2022 na 5-10 %. [2]
- V 90. letech minulého století se zkoušela výroba uhlíkových vláken z fenol-aldehydových prekurzorů. Výrobky se vyznačovaly lepší přilnavostí k pryskyřicovým matricím (v kompozitech). [5]

## Výroba

### Postup
Postup výroby:

Schéma postupu výroby uhlíkových vláken z polyakrylonitrilu

1. Příprava prekurzoru – úprava výchozího materiálu buď tavným zvlákňováním nebo zvlákňováním z roztoku. Struktura prekurzoru ovlivní strukturu a pevnost uhlíkových vláken. Vlákno je pak dlouženo na požadovanou jemnost.
2. Stabilizace – před karbonizací je třeba, aby z dlouhých uhlíkových vláken vznikla teplotně stabilní zesítěná struktura. Provádí se na vzduchu zahřátím na poměrně nízké teploty 200–450 °C na 20–30 minut. To způsobí, že vlákno sbírá kyslíkové molekuly ze vzduchu a dojde tak k přerovnání atomové struktury vlákna. Při stabilizaci vzniká ve vlákně také vlastní teplo, které musí být kontrolováno, aby se zabránilo přehřívání vlákna. V praxi se někdy používá tažení vlákna skrze řadu zahřívaných komor nebo vlákno prochází přes rozehřáté válce a sypké materiály, které odebírají přebytečné teplo.
3. Karbonizace – jedná se o převod prekurzoru na uhlíková vlákna. Provádí se v inertní atmosféře (obyčejně dusíkové), při teplotách mezi 1 000 °C a 2 000 °C. Bez přístupu kyslíku vlákno nemůže hořet. Místo toho způsobí vysoká teplota rozkmitání atomů ve vlákně tak, že většina neuhlíkových atomů je odstraněna. Výsledné vlákno obsahuje 85–95 % uhlíku
4. Grafitizace – nemusí se provádět, pokud se provede vznikají tzv. grafitová vlákna. Provádí se v inertní atmosféře, při teplotách mezi 2 400 °C a 3 000 °C. Dochází ke zvýšení obsahu uhlíku na cca 99 % a více. Vzniká také uspořádaná vrstevnatá struktura.
5. Povrchová úprava – povrch vlákna dobře neváže epoxidy a další látky používané v kompozitních materiálech. Proto se povrch vlákna mírně oxiduje. Přidání kyslíkových atomů na povrch umožňuje lepší přilnavost dalších látek a zhrubnutí povrchu pro lepší mechanické spojení s těmito látkami. Okysličení může být dosaženo přístupem plynů jako je vzduch, oxid uhličitý, nebo ozon nebo ponořením do různých kapalin jako chlornanu sodného nebo kyseliny dusičné. Vlákno může být také pokryto ochrannou vrstvou proti poškození při dalším zpracování.

Výrobní zařízení na vlákna  z PAN prekurzoru stojí (v roce 2022) nejméně 50 milionů USD,  kompletní stavba a montáž trvá asi 2 roky.

### Hlavní druhy běžně vyráběných vláken
Seznam hlavních druhů běžně vyráběných vláken:
- Standardní karbonizovaná vlákna
  - AS (average strength) – s průměrnou pevností
  - HS (high strength) – s vysokou pevností
  - HT (high tenacity) – s vysokým modulem pružnosti
- vysokomodulová grafitizovaná vlákna (HM – “High Modulus”)
- vlákna vysoce pevná, se středním modulem pružnosti (IM – “Intermediate Modulus”)
- dutá uhlíková vlákna
- vlákna s vysokým modulem pružnosti (VHM “Very High Modulus”, UHM “Ultra High Modulus”)
- diskontinuální vlákna porušená tahem (SBCF, “Stretch-Broken Carbon Fiber”)
- mletá uhlíková vlákna
- recyklovaná uhlíková vlákna

### Vlákna s vynikajícími vlastnostmi
- Nanovlákna o průměru 0,2 µm s pevností až 7 GPa vyráběná technologií „růstu v párách“ (Vapor-Grown Carbon Fibers)
- Laboratorní pokusy s nanotrubičkami o délce do 5 mm, ze kterých se (údajně) dají vyrábět příze s tažnou pevností až 150 GPa. [8]

## Vlastnosti
Vlákna mají průměrnou hustotu 1750 kg/m3 a jemnost 5-10 µm. Od jiných textilních vláken se odlišují zejména:
- výrazně menším modulem pružnosti v kolmém směru k ose vlákna
- křehkostí – tažnost je menší než např. u skleněných vláken,
- při ohřevu se vlákno zkracuje, v kolmém směru, má však vyšší koeficient tepelné roztažnosti než sklo
- v podélném směru mají uhlíková vlákna malý elektrický odpor (jen 1,9×10−6 Ω/m).

Materiálové vlastnosti některých druhů uhlíkových a skleněných vláken:
| Vlákno/prekurzor                  | Pevnost v tahu GPa | E-modul GPa | Tažnost % | Výrobce (příklad)      |
| karbonizované z PAN (95 % uhlíku) | 5,5                | 250         | 1,9       | Toray, Japonsko (1997) |
| grafitované z PAN (99 % uhlíku)   | 4,4                | 377         | 1,2       | Toray, Japonsko        |
| mezofázová smola (99% uhlíku)     | 3,8                | 900         | 0,4       | Mitsubishi, Japonsko   |
| viskóza (99% uhlíku)              | 1,2                | 100         | 0,5       | Sohim, Bělorusko       |
| nanovlákno 0,2 µm                 | 7,0                | 600         | 0,5       | Applied Science, USA   |
| S-sklo                            | 4,5                | 85          | 5,7       | agy, USA               |

## Použití
Uhlíková vlákna se používají výhradně pro technické účely a naprostá většina z nich se uplatňuje jako výztuž kompozitů. Podíl výztuže obnáší maximálně 80 % váhy kompozitu, uhlík se přidává ve formě mletých vláken, sekaných pramenů ("chopped strands"), filamentů, rovingů, rohoží, tkanin, pletenin, splétaných textilií.
Podle odhadů z roku 2022 se používá 75 % vláken na průmyslové výrobky (z toho více než polovina na rotory větrných generátorů a 1/3 na stavení díly aut), 15 % v astronautice a 10 % na spotřební zboží (většinou nářadí pro sport).

## Cena uhlíkových vláken
Jakost vláken a příslušné ceny se často dělí na dvě kategorie: podstatně dražší vlákna pro letectví a levnější materiál pro ostatní průmysl.
Průměrné ceny vláken pro letectví se snížily ze 120 US $ v roce 1985 na cca 40 US $/kg na začátku tohoto století.
Vlákna s nižším obsahem uhlíku, s nižší pevností a vlákna z nově vyvíjených prekurzorů (použití např. pro automobilový průmysl) jsou podstatně levnější než vlákna pro letectví. Na začátku 3.dekády se pohybovala cena mezi 15 a 50 €/kg.

## Galerie uhlíkových vláken

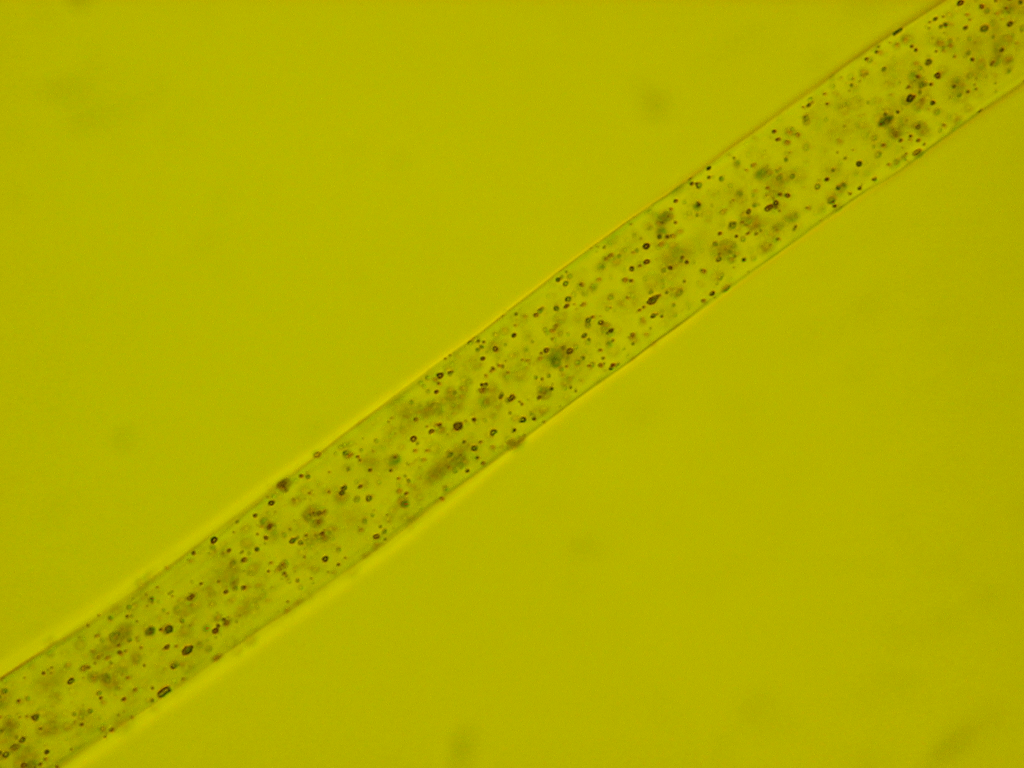
PAN vlákno (polyakrylonitril), surovina pro uhlíková vlákna (400× zvětšeno)
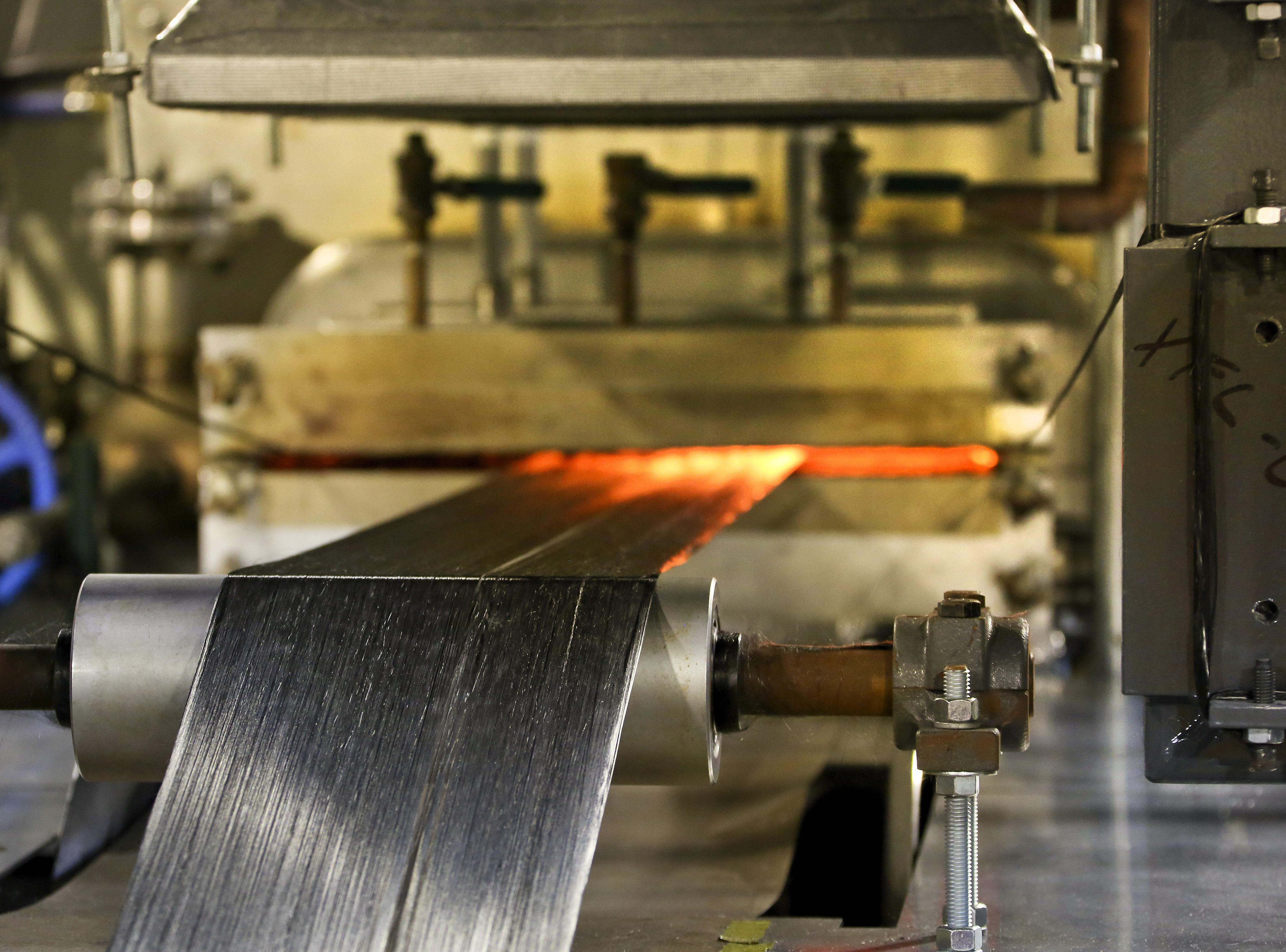
Karbonizace filamentů (přechod z nízké na vysokou teplotu)
Uhlíková vlákna (cca Ø 25 µm) vyrobená pyrolýzou z přírodního hedvábí
Schéma trojstěnné uhlíkové nanotrubičky
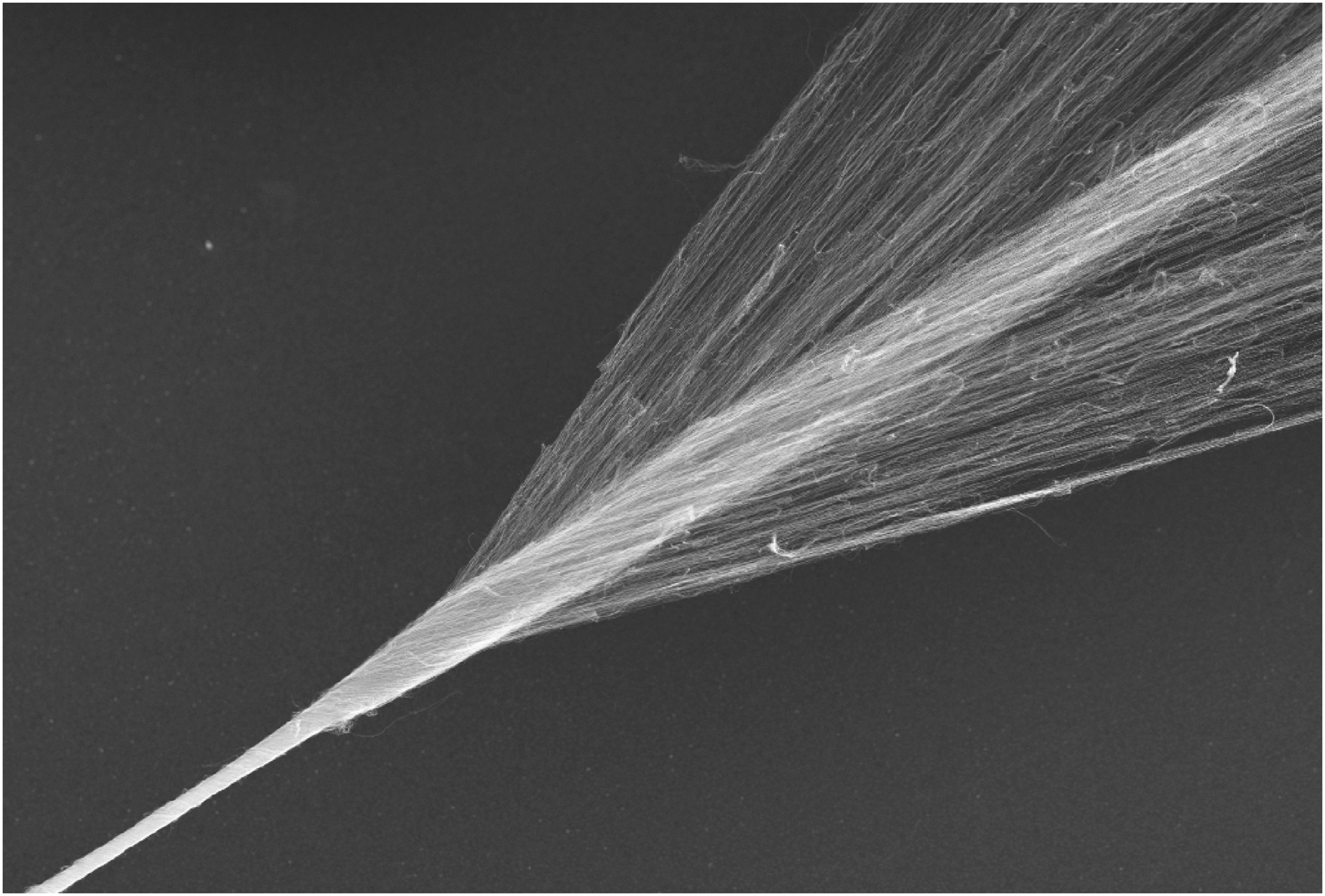
Spřádání uhlíkových nanotrubiček
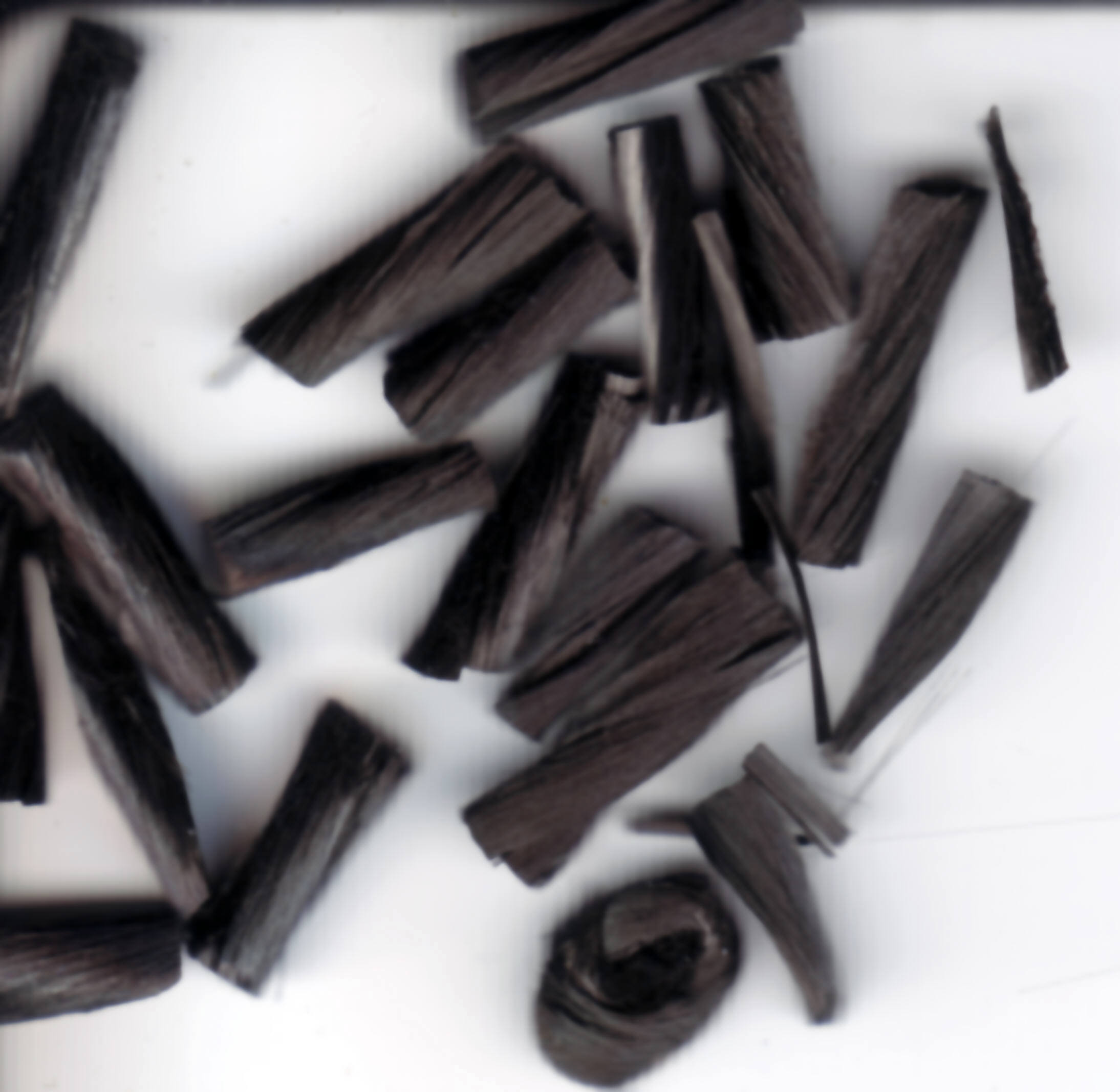
Sekaná uhlíková vlákna („chopped strand“)
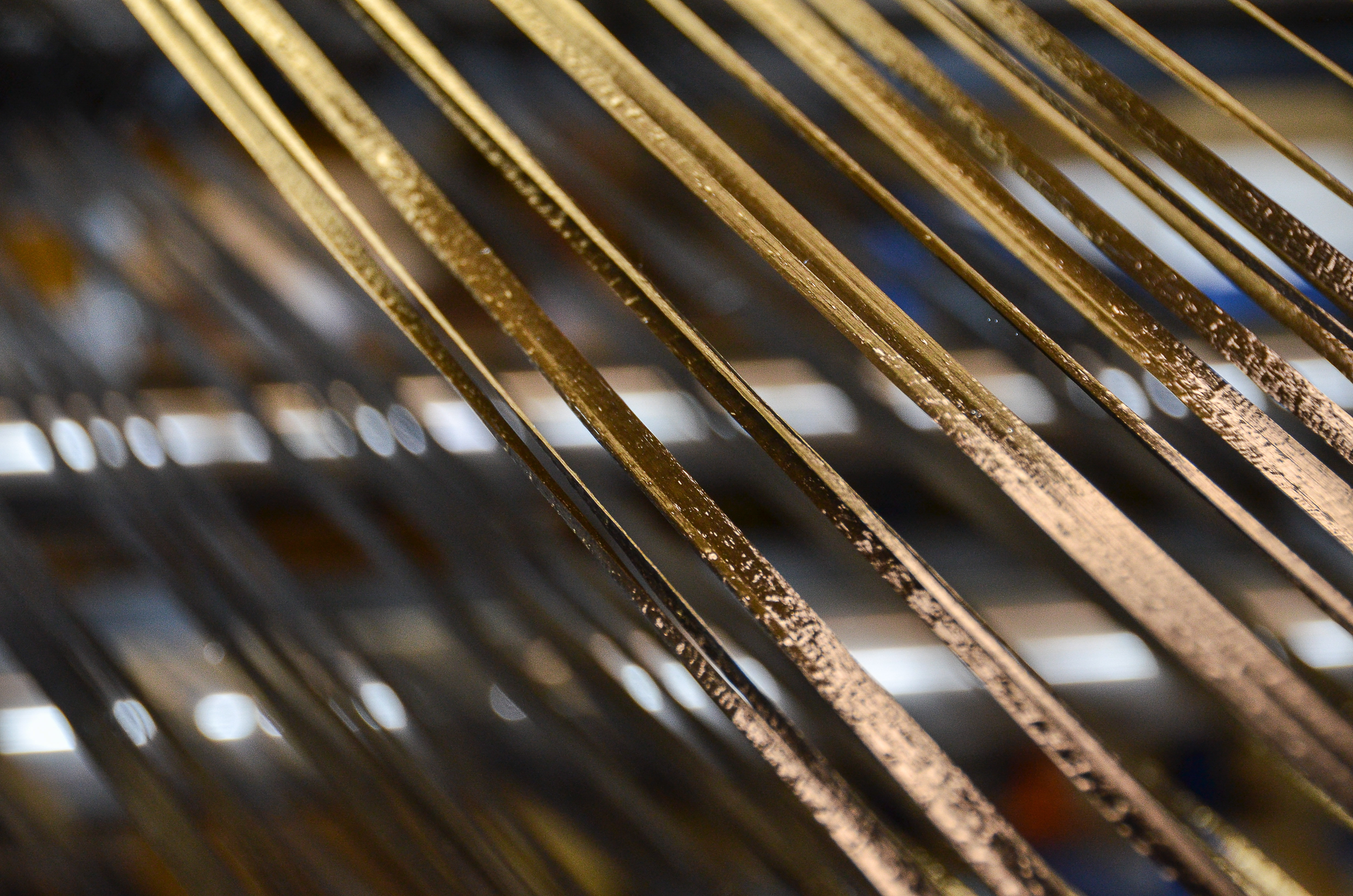
Rovingy z uhlíkových filamentů (při zpracování na kompozitní prepreg)
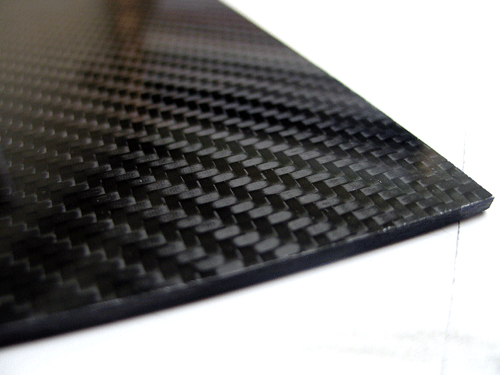
Laminovaná tkanina z uhlíkových rovingů
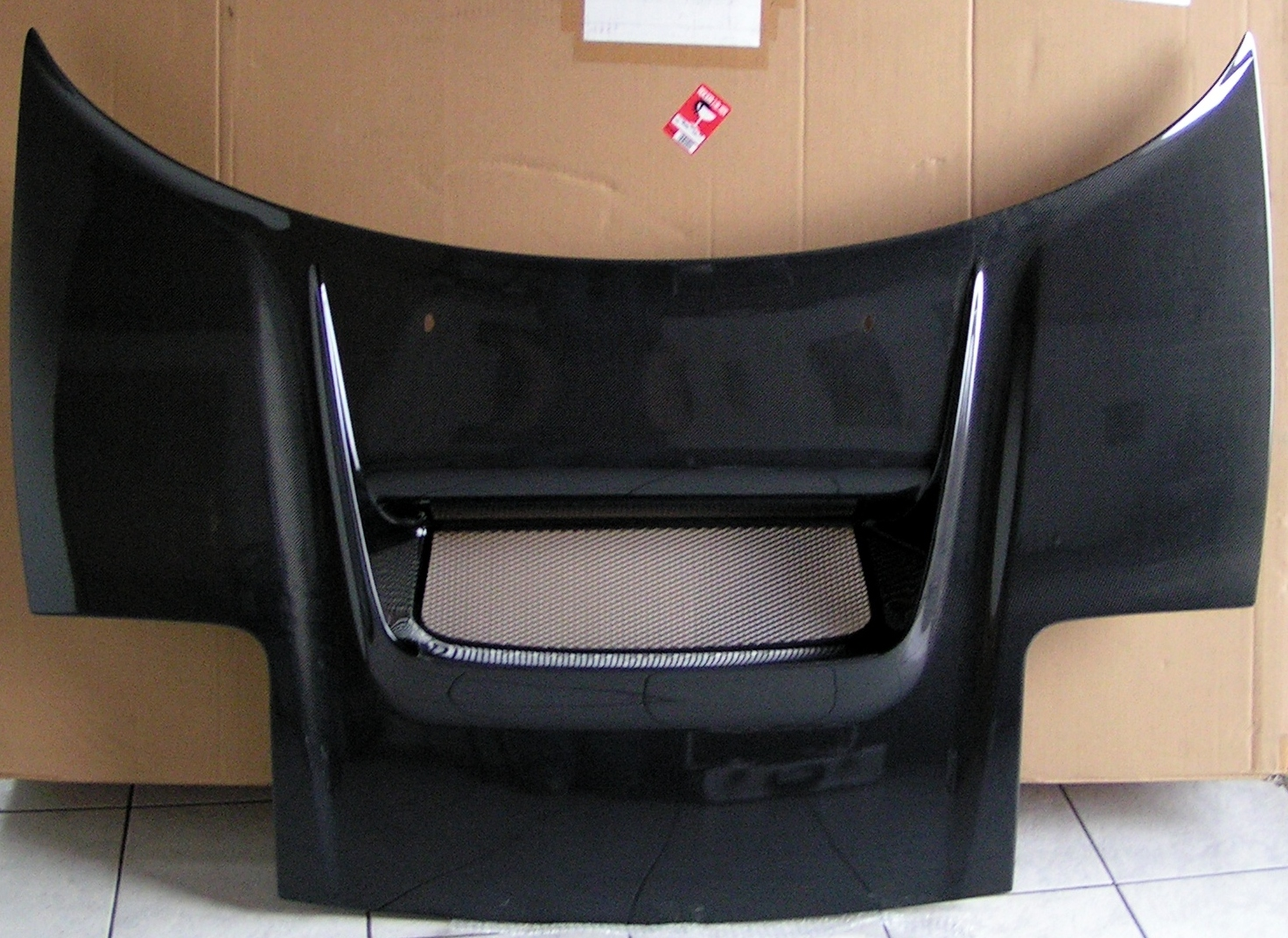
Kapota automobilu Honda z uhlíkového kompozitu (2004)
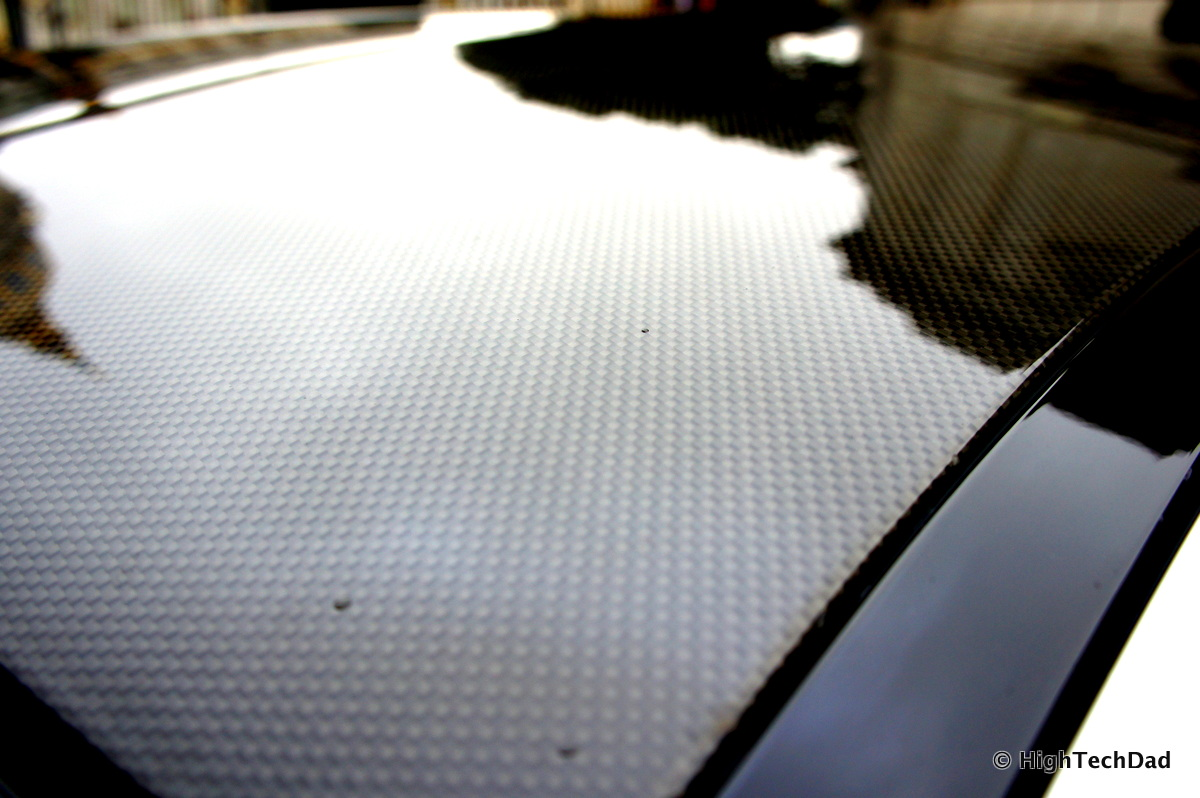
Střecha auta z uhlíkových vláken (Německo 2014)